# Eurobowl
L'Eurobowl est à la fois le nom donné au trophée et à la finale du Big 6 European Football League (EFL Big6), une compétition de football américain.
Avant 2014, ce match constituait la finale de l'European Football League (EFL).
Le premier Eurobowl est disputé en 1986. 
Habituellement, les équipes sélectionnées pour cette compétition sont réparties en deux groupes.
Chaque équipe joue deux matchs de classement et les deux vainqueurs de groupe se rencontrent lors de la finale désignant le vainqueur de l'Eurobowl.
Pour l'édition 2019, à la suite de problèmes de programmation, la phase éliminatoire a été modifiée.
Les champions en titre (2019) sont les Allemands des Potsdam Royals (en) qui ont battu 62 à 12 les Néerlandais des Amsterdam Crusaders.
Les Allemands des Lions de Brunswick ont remporté le titre à six reprises sur huit finales disputées tandis que ce sont les Autrichiens des Vikings de Vienne qui détiennent le record de participations à l'Eurobowl (dix pour cinq victoires).
Ce sont les équipes issues du championnat d'Allemagne qui détiennent le plus grand nombre de titres (treize victoires et six défaites).

## Les finales
| Date             | Lieu      | Eurobowl        | Vainqueur               | Score   | Finaliste                    |
| ---------------- | --------- | --------------- | ----------------------- | ------- | ---------------------------- |
| 1986             | Amsterdam | Eurobowl I      | Taft Vantaa             | 16 – 02 | Doves de Bologne             |
| 1988             | Londres   | Eurobowl II     | Helsinki Roosters       | 25 – 14 | Amsterdam Crusaders          |
| 1989             | Milan     | Eurobowl III    | Frogs de Legnano        | 27 – 23 | Amsterdam Crusaders          |
| 1990             | Rimini    | Eurobowl IV     | Manchester Spartans     | 27 – 23 | Legnago Frogs                |
| 1991             | Offenbach | Eurobowl V      | Amsterdam Crusaders     | 21 – 20 | Berlin Adler                 |
| 1992             | Uppsala   | Eurobowl VI     | Amsterdam Crusaders     | 42 – 24 | Giaguari Torino (it)         |
| 1993             | Bruxelles | Eurobowl VII    | London Olympians        | 42 – 21 | Amsterdam Crusaders          |
| 1994             | Stuttgart | Eurobowl VIII   | London Olympians        | 26 – 23 | Lions de Bergame             |
| 1995             | Stuttgart | Eurobowl IX     | Düsseldorf Panther      | 21 – 14 | London Olympians             |
| 1996             | Stuttgart | Eurobowl X      | Blue Devils de Hambourg | 21 – 14 | Argonautes d'Aix-en-Provence |
| 1997             | Stuttgart | Eurobowl XI     | Blue Devils de Hambourg | 35 – 14 | Phoenix Bologna (it)         |
| 1998             | Hambourg  | Eurobowl XII    | Blue Devils de Hambourg | 38 – 19 | Flash de La Courneuve        |
| 1999             | Hambourg  | Eurobowl XIII   | New Yorker Lions        | 27 – 23 | Blue Devils de Hambourg      |
| 2000             | Hambourg  | Eurobowl XIV    | Lions de Bergame        | 42 – 20 | Blue Devils de Hambourg      |
| 2001             | Vienne    | Eurobowl XV     | Lions de Bergame        | 28 – 11 | Vikings de Vienne            |
| 2002             | Brunswick | Eurobowl XVI    | Lions de Bergame        | 27 – 20 | Lions de Brunswick           |
| 2003             | Brunswick | Eurobowl XVII   | New Yorker Lions        | 21 – 14 | Vikings de Vienne            |
| 10 juillet 2004  | Vienne    | Eurobowl XVIII  | Vikings de Vienne       | 53 – 20 | Lions de Bergame             |
| 8 juillet 2005   | Vienne    | Eurobowl XIX    | Vikings de Vienne       | 29 – 06 | Lions de Bergame             |
| 22 juillet 2006  | Vienne    | Eurobowl XX     | Vikings de Vienne       | 41 – 09 | Flash de La Courneuve        |
| 1er juillet 2007 | Vienne    | Eurobowl XXI    | Vikings de Vienne       | 70 – 19 | Mercenaries de Marbourg      |
| 5 juillet 2008   | Innsbruck | Eurobowl XXII   | Raiders du Tyrol        | 28 – 24 | Vikings de Vienne            |
| 11 juillet 2009  | Innsbruck | Eurobowl XXIII  | Raiders du Tyrol        | 30 – 19 | Flash de La Courneuve        |
| 4 juillet 2010   | Vienne    | Eurobowl XXIV   | Berlin Adler            | 34 – 31 | Vikings de Vienne            |
| 18 juillet 2011  | Innsbruck | Eurobowl XXV    | Raiders du Tyrol        | 27 – 12 | Berlin Adler                 |
| 21 juillet 2012  | Vaduz     | Eurobowl XXVI   | Calanda Broncos         | 27 – 14 | Vikings de Vienne            |
| 6 juillet 2013   | Innsbruck | Eurobowl XXVII  | Vikings de Vienne       | 37 – 14 | Raiders du Tyrol             |
| 19 juillet 2014  | Berlin    | Eurobowl XXVIII | Berlin Adler            | 20 – 17 | New Yorker Lions             |
| 20 juin 2015     | Brunswick | Eurobowl XXIX   | New Yorker Lions        | 24 – 14 | Schwäbisch Hall Unicorns     |
| 11 juin 2016     | Innsbruck | Eurobowl XXX    | New Yorker Lions        | 35 – 21 | Raiders du Tyrol             |
| 10 juin 2017     | Francfort | Eurobowl XXXI   | New Yorker Lions        | 55 – 14 | Francfort Universe           |
| 9 juin 2018      | Francfort | Eurobowl XXXII  | New Yorker Lions        | 20 – 19 | Francfort Universe           |
| 8 juin 2019      | Potsdam   | Eurobowl XXXIII | Potsdam Royals (en)     | 62 – 12 | Amsterdam Crusaders          |

## Bilan Eurobowl
| Rang | Club                    | Nombre de titres (Première-Dernière) | Nombre de finales perdues (Première-Dernière) |
| ---- | ----------------------- | ------------------------------------ | --------------------------------------------- |
| 1    | Lions de Brunswick      | 6 (1999-2018)                        | 2 (2002-2014)                                 |
| 2    | Vikings de Vienne       | 5 (2004-2013)                        | 5 (2001-2012)                                 |
| 3    | Lions de Bergame        | 3 (2000-2002)                        | 3 (1994-2005)                                 |
| 4    | Blue Devils de Hambourg | 3 (1996-1998)                        | 2 (1999-2000)                                 |
| 4    | Raiders du Tyrol        | 3 (2008-2011)                        | 2 (2013-2016)                                 |
| 6    | Amsterdam Crusaders     | 2 (1991-1992)                        | 4 (2018-2019)                                 |
| 7    | Berlin Adler            | 2 (2010-2014)                        | 2 (1991-2011)                                 |
| 8    | London Olympians        | 2 (1993-1994)                        | 1 (1995-1995)                                 |
| 9    | Legnago Frogs           | 1 (1989-1989)                        | 1 (1990-1990)                                 |
| 10   | Dusseldorf Panther      | 1 (1995-1995)                        | (-)                                           |
| 10   | Helsinki Roosters       | 1 (1988-1988)                        | (-)                                           |
| 10   | Manchester Spartans     | 1 (1990-1990)                        | (-)                                           |
| 10   | Potsdam Royals (en)     | 1 (2018-2019)                        | (-)                                           |
| 10   | Taft Vantaa             | 1 (1986-1986)                        | (-)                                           |
| 10   | Calanda Broncos         | 1 (2012-2012)                        | (-)                                           |

| Rang | Pays       | Nombre de finales gagnées | Nombre de finales perdues | Total finales |
| ---- | ---------- | ------------------------- | ------------------------- | ------------- |
| 1    | Allemagne  | 13                        | 10                        | 23            |
| 2    | Autriche   | 8                         | 7                         | 15            |
| 3    | Italie     | 4                         | 7                         | 11            |
| 4    | Angleterre | 3                         | 1                         | 4             |
| 5    | Pays-Bas   | 2                         | 4                         | 6             |
| 6    | Finlande   | 2                         | 0                         | 2             |
| 7    | Suisse     | 1                         | 0                         | 1             |
| 8    | France     | 0                         | 4                         | 4             |

## Statistiques Eurobowl
- Plus grand nombre de victoires en finale pour un club : six  Lions de Brunswick
- Plus grand nombre de défaites en finale pour un club : cinq  Vikings de Vienne
- Plus grand nombre de victoires consécutives pour un club : quatre
  -  Vikings de Vienne de 2004 à 2007
  -  Lions de Brunswick de 2015 à 2018
- Plus grand nombre de défaites consécutives en finale pour un club : deux
  -  Amsterdam Crusaders de 1988 à 1989
  -  Blue Devils de Hambourg de 1999 à 2000
  -  Lions de Bergame de 2004 à 2005
  -  Francfort Universe de 2017 à 2018
- Plus grand nombre de participations à une finale pour un club: 10  Vikings de Vienne
- Plus grand nombre de participations consécutives à une finale pour un club : six  Vikings de Vienne de 2003 à 2008
- Clubs ayant gagné une finale sans jamais en avoir perdu :
  -  Düsseldorf Panther
  -  Helsinki Roosters
  -  Manchester Spartans
  -  Calanda Broncos
  -  Taft Vantaa
  -  Potsdam Royals (en)
- Clubs ayant perdu au moins une finale sans jamais en avoir gagné :
  - Trois finales perdues :
    -  Flash de La Courneuve

  - Deux finales perdue :
    -  Francfort Universe

  - Une finale perdue :
    -  Argonautes d'Aix-en-Provence
    -  Doves de Bologne
    -  Phoenix de Bologne (it)
    -  Mercenaries de Marbourg
    -  Unicorns de Schwäbisch Hall
    -  Jaguars de Turin (it)
- Plus grand nombre de victoires en finale pour un pays : douze  Allemagne
- Plus grand nombre de défaites en finale pour un pays : dix  Allemagne
- Plus grand nombre de victoires consécutives pour un pays : six  Autriche de 2004 à 2009
- Plus grand nombre de défaites consécutives en finale pour un pays : deux : 
  -  Pays-Bas de 1988 à 1989
  -  Allemagne de 1999 à 2000
  -  Italie de 2004 à 2005
  -  Autriche de 2012 à 2013
  -  Allemagne de 2014 à 2015
  -  Allemagne de 2017 à 2018
- Plus grand nombre de participations à une finale pour un pays : 23  Allemagne
- Plus grand nombre de participations consécutives à une finale pour un pays : treize  Autriche de 2003 à 2013
- Plus grand écart de points en finale : +51: 70-19  Vikings de Vienne -  Mercenaires de Marbourg en 2007
- Plus grand nombre de points marqués en finale : +89: 70-19  Vikings de Vienne -  Mercenaires de Marbourg en 2007
- Plus grand nombre de points marqués par le vainqueur: 70:  Vikings de Vienne en 2007
- Plus grand nombre de points marqués par le finaliste: 31:  Vikings de Vienne en 2010
- Plus petit écart de points en finale : +1
  - 21-20  Amsterdam Crusaders -  Berlin Adler en 1991
  - 20-19  Lions de Brunswick -  Francfort Universe en 2018
- Plus petit nombre de points marqués en finale : dix-huit : 16-2  Taft Vantaa -  Doves de Bologne en 1986
- Plus petit nombre de points marqués par le vainqueur : seize :  Taft Vantaa en 1986
- Plus petit nombre de points marqués par le finaliste : deux :  Doves de Bologne en 1986
- Nombre de finales ayant opposé 2 clubs d'un même pays : sept 
  -  Lions de Brunswick - Blue Devils de Hambourg en 1999
  -  Raiders du Tyrol - Vikings de Vienne en 2008 et 2013
  -  Berlin Adler - Lions de Brunswick en 2014
  -  Lions de Brunswick - Unicorns de Schwäbisch Hall en 2015
  -  Lions de Brunswick - Francfort Universe en 2017 et 2018
- Aucune ville n'a gagné la finale avec deux clubs différents.
- Une seule ville a participé à la finale avec deux clubs différents ou plus :  Bologne